# Flórián Endre
Flórián Endre (Tolmács, 1910. április 19. – Budapest, 1984. augusztus 26.) meteorológus, a fizikai tudományok kandidátusa (1962).

## Életrajza
Flórián Endre 1910. április 19-én született a Nógrád vármegyei Tolmácson. Családi ősei még a 18. század 80-as éveiben költöztek el Elzászból. A Vogézek keleti lábánál fekvő Strasbourgból először Nagyszombatban telepedtek le, majd innen a 19. század elején Vácra költöztek, ahol a család férfi tagjai középiskolai tanárok, piarista szerzetesek lettek. 
Középiskoláit a váci piarista gimnáziumban végezte, ahol Öveges József tanítványa volt, majd tanulmányait a budapesti Pázmány Péter Tudományegyetemen folytatta mennyiségtan-természettan szakon. Itt szerzett diplomát is 1934-ben. 
Az Országos Meteorológiai Intézetnél (OMI) helyezkedett el mint észlelő, majd 1935-ben az Állástalan Diplomások Országos Bizottsága (ÁDOB) gyakornoka lett. 1938-tól 1942-ig az ógyallai obszervatóriumban a légköri elektromosság kutatásával; az első hazai légelektromos mérések felújításával, Fröhlich Izidor, Marczell György, Büky Aurél századeleji munkájának folytatásával foglalkozott. Ugyanebben az időben több hetet töltött a Magyar Posta tárnoki vevőállomásán a rádióhullámok terjedésének tanulmányozásával és adatok gyűjtésével is. 
1942. február 28-án hagyta el Ógyallát és március elsejével az akkor szervezett Dunai Repülőgépgyárban helyezkedett el, ahol prognosztizőri és repülőgép teljesítménykiértékelői munkát végzett. Előzetesen részt vett egy németországi tanulmányúton is, ahol a Messerschmit repülőgépgyárban pilótavizsgát is kellett tennie. Onnan hazajőve azután a hazai összeszerelésű M 210 típusú vadász-repülőgépek vizsgálatát végezte. A hadiüzemet 1943. április 15-i dátummal elhagyta, és a katonai Repülő Időjelző Központban helyezkedett el polgári alkalmazottként. 
1944 nyarának elején Csaplak Andorral együtt a rádiószondás méréseket végző katonai egységbe helyezték át. A szondás szakasz Veszkény község mellett először német, majd orosz hadifogságba esett. Flórián a szovjet fogságból megszökve a Bakonyon keresztül bujkálva tért vissza Budapestre. 
1945-ben ismét az Országos Meteorológiai Intézet alkalmazottja lett, és osztályvezető-helyettesként dolgozott a ferihegyi repülőtéren. 1950-ben megbízást kapott a Honvédelmi Minisztériumtól az ionoszféra mérések hazai bevezetésére. A saját tervezésű és készítésű műszerei segítségével 1953-ban kezdte meg a méréseket a pestlőrinci obszervatóriumban. 1954-ben megindította az Ionoszféra. Havi jelentések c. kiadványsorozatot. 
1956-tól az Országos Meteorológiai Intézet Légkörfizikai Osztályának, majd az Ionoszféra Osztálynak a vezetője volt egészen 1970-ben való nyugdíjazásáig.

## Munkássága
Előadott a Budapesti Műszaki Egyetemen, az Eötvös Loránd Tudományegyetem (ELTE) Meteorológiai és Geofizikai Tanszékén is. Elismert rádióamatőr volt, e szakterületen több kiadványa is megjelent. E témakörben végzett kutatásairól a Rádiótechnika 1984-es Évkönyvében számolt be. 
Tagja volt az Magyar Tudományos Akadémia Csillagászati Bizottságának, a Magyar Meteorológia Társaságnak. Vezető tervezője és kivitelezője volt a brüsszeli világkiállításon aranyérmet nyert ionoszféra-vizsgáló berendezésnek. Kutatásainak középpontjában az ionoszférikus távközlési előrejelzés és a napfolttevékenység mérésének problémái álltak. E témában integy félszáz szakcikke jelent meg a hazai szakfolyóiratokban. Emellett nagyszámú ismeretterjesztő cikket is publikált.

## Főbb munkái
- Hullámterjedés (Budapest, 1956)
- Fénytan (Budapest, 1959)
- Felsőionoszféra (Magyar Tudományos Akadémia X. Oszt. Közl., 1970)
- A légköri elektromosság és az ionoszféra kutatásának története (Fejezetek a magyar meteorológia történetéből, Budapest, 1970)
- A naptevékenység és az ionoszféra egyes rétegeinek ionsűrűsége (Réthly Antal emlékkönyv, Budapest, 1975)